# Kłębanowice (Legnica)
Pour les articles homonymes, voir Kłębanowice.
Kłębanowice est une localité polonaise de la gmina de Legnickie Pole, située dans le powiat de Legnica en voïvodie de Basse-Silésie.